# Bökelbergstadion

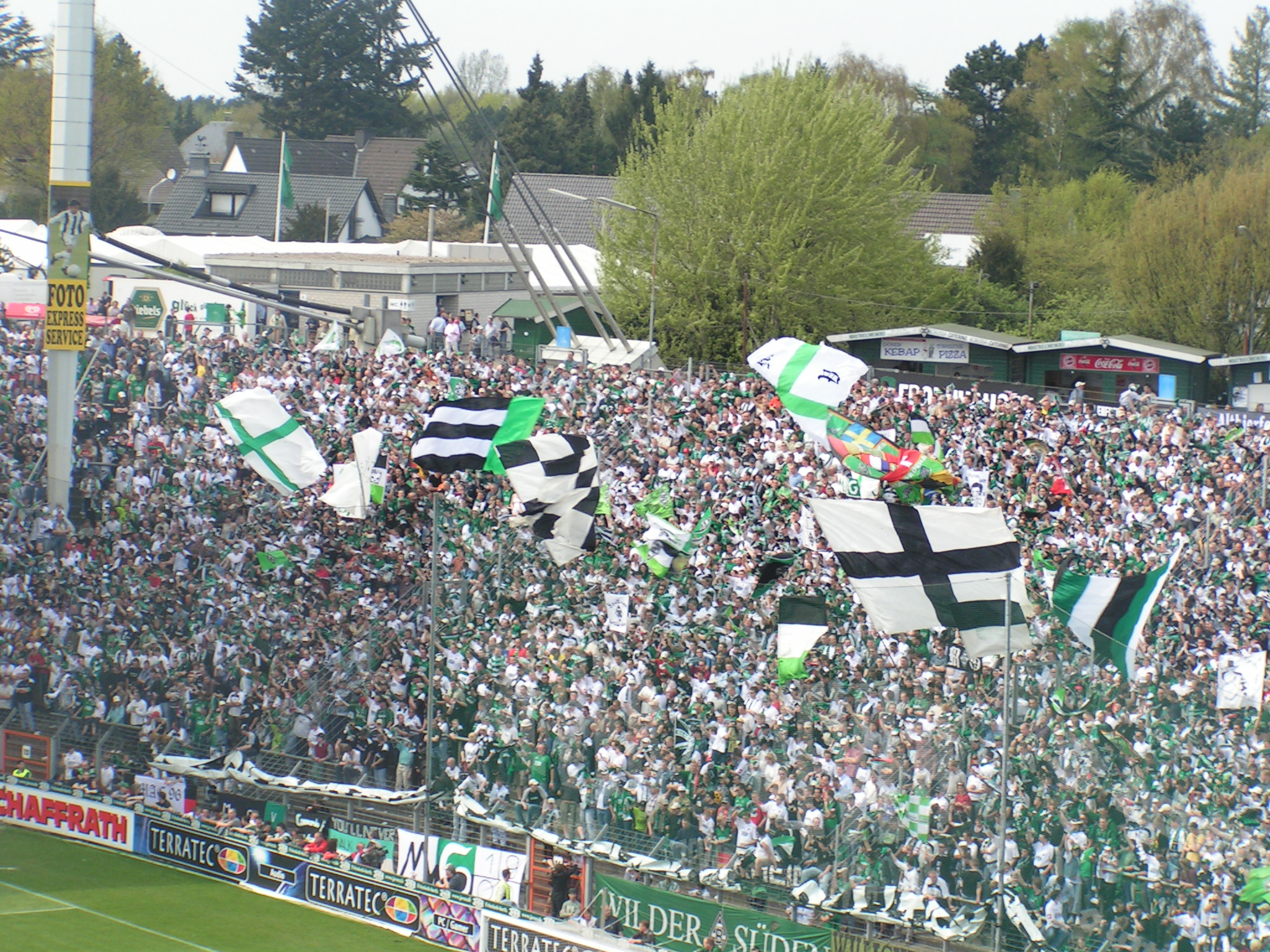
Borussia-fans i Bökelbergstadion

Bökelbergstadion eller bara Bökelberg var en fotbollsstadion i Mönchengladbach, Tyskland. Det kunde hålla 34 500 människor. Invigningen skedde 20 september 1919 under namnet Westdeutsches Stadion. Bökelbergstadion ersattes av Borussia-Park och revs 2006.
Bökelbergstadion var Borussia Mönchengladbachs hemmaplan och den plats där de firade sina största framgångar under 1970-talet. 